# Руданці
Руда́нці — село в Україні, у Новояричівській селищній об'єднаній територіальній громаді Львівського району Львівської області. Населення за переписом 2001 року становило 614 осіб. Орган місцевого самоврядування — Новояричівська селищна громада.

## Історія
Перша згадка про Руданці наявна у четвертому томі збірки «Акти ґродські і земські», саме у документі № 63 від 12 липня 1423 року, яким райці міста Львова засвідчують, що Мишко Творкович з Руданців, колишній солтис Зубри, визнав Яна, власника Зубри, в отриманні грошей за продане солтиство. Наступна письмова згадка про село належить до 1469 року.
Село Руданці засноване на місці поселення ранньої залізної доби. Відомо, що колись на території села видобували болотну залізну руду.
Село завжди відзначалося потягом до освіти й господарництва, колись тут діяла читальня «Просвіти», гуртки «Рідна школа» й «Сільський господар», «Луг», кузня, олійня, збірня сметани.
В селі діють школа, Народний дім та медичний заклад.

## Історичні пам'ятки

### Сакральні споруди
Дерев'яна церква святого Івана Богослова розташована на південній околиці Руданців, на підвищенні. Вперше існування місцевої церкви згадується у документах 1515 року. Теперішній тризрубний триверхий храм, завершений дзвонястими банями, збудований у 1781 році (за іншими даними — 1741 року) коштом Івана Стрілецького, дідича села. У 1835 та 1858 роках храм ремонтували, 1895 року бані покрили бляхою, а 1909 року — добудували вівтар і бабинець.
Вівтар з півночі та півдня має невеликі ризниці, а до бабинця прибудований традиційний присінок. Іконостас храму датований XVIII століттям. У міжвоєнний період, 1927 року, церкву відновили. По другій світовій війні, у 1946—1989 роках святиня перебувала у підпорядкуванні Російської православної церкви. Останній раз (станом на 2000 рік) ремонт всередині церкви робили у 1987 році, а зовні — у 1998 року. Нині храм належить до ПЦУ. 

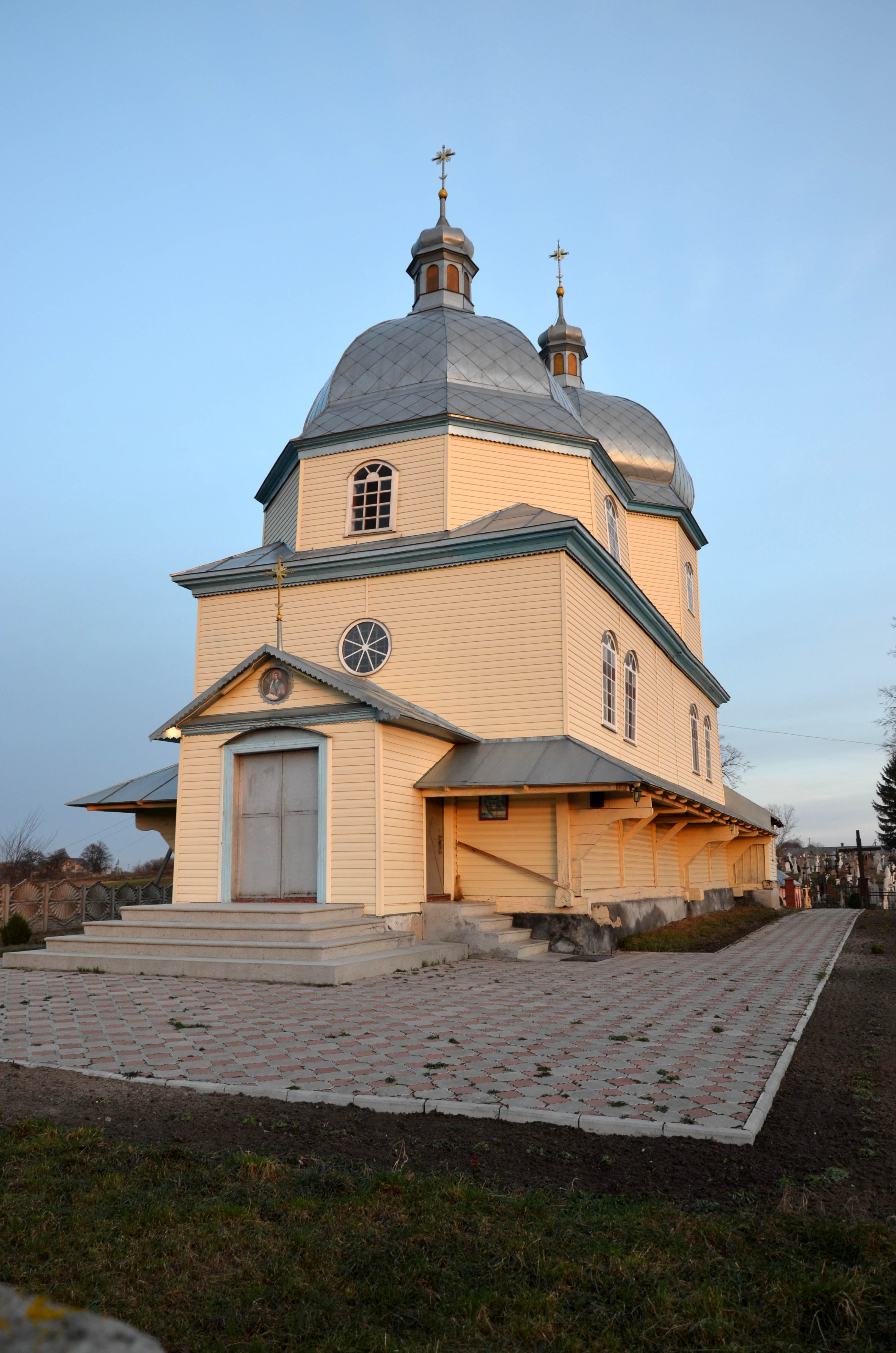
Головний вхід до церкви
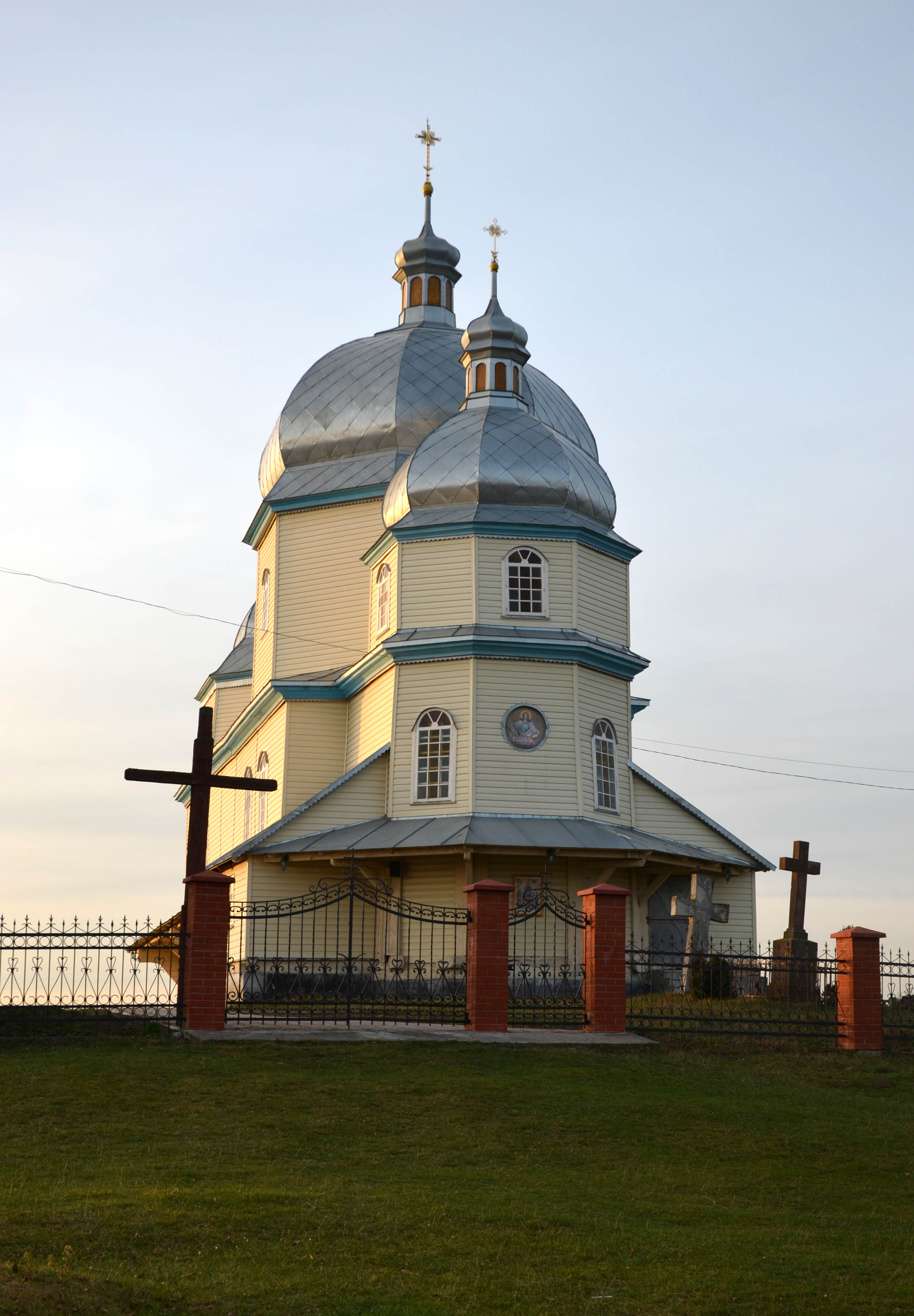
Вигляд на церкву від села
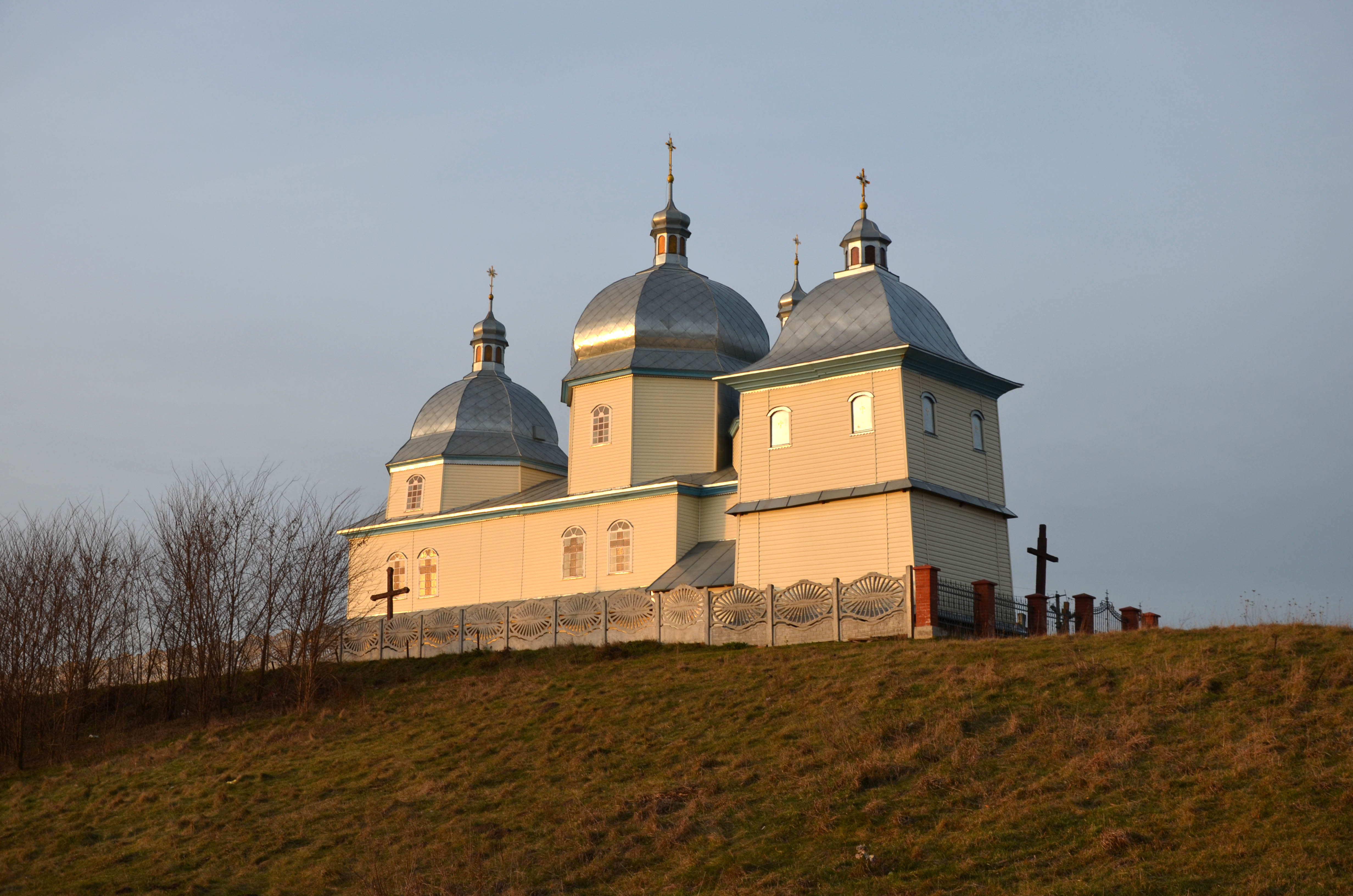
Вигляд на церкву від села
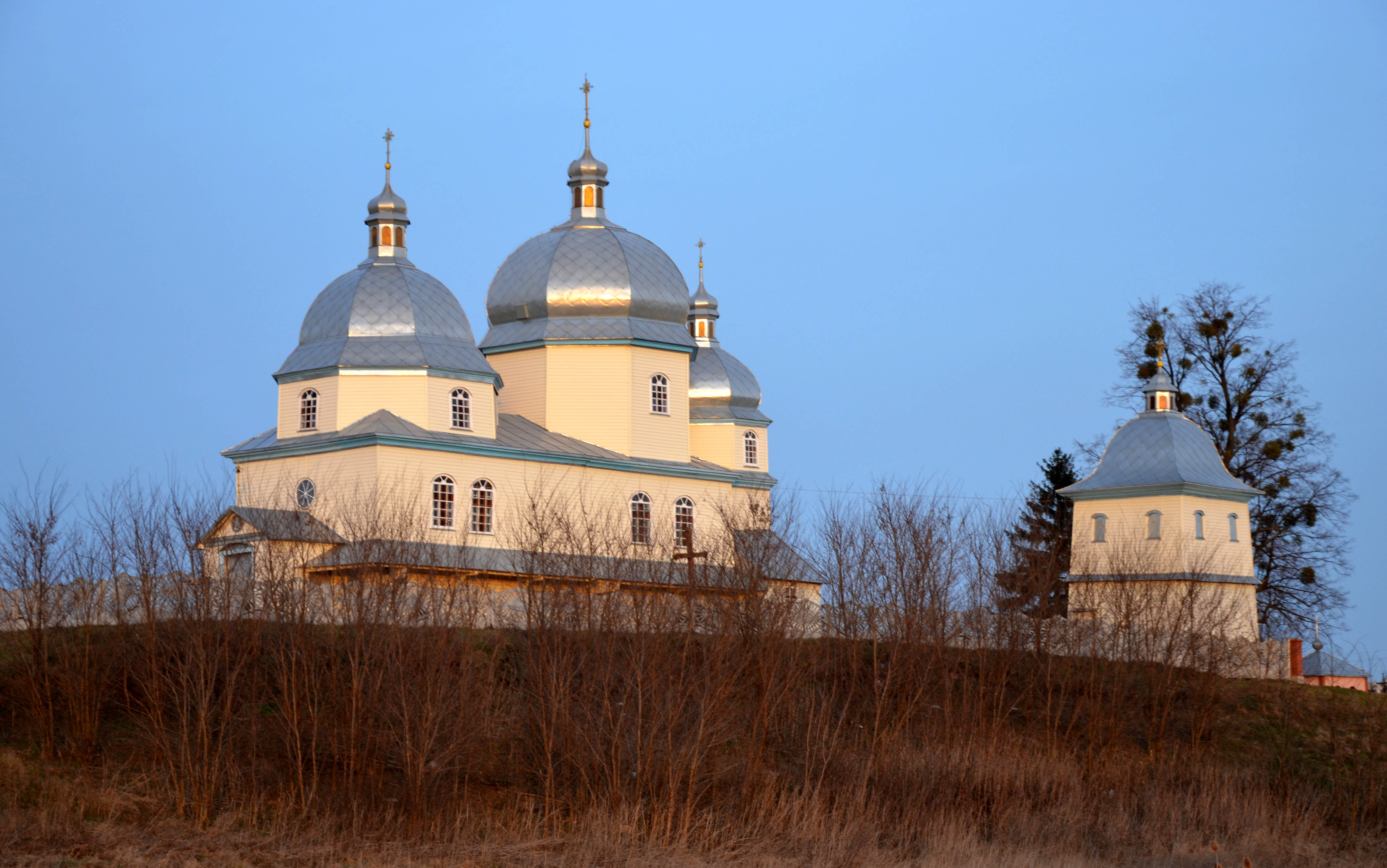
Вигляд на церкву з дзвіницею від села